# Palette graphique
Pour les articles homonymes, voir Palette.

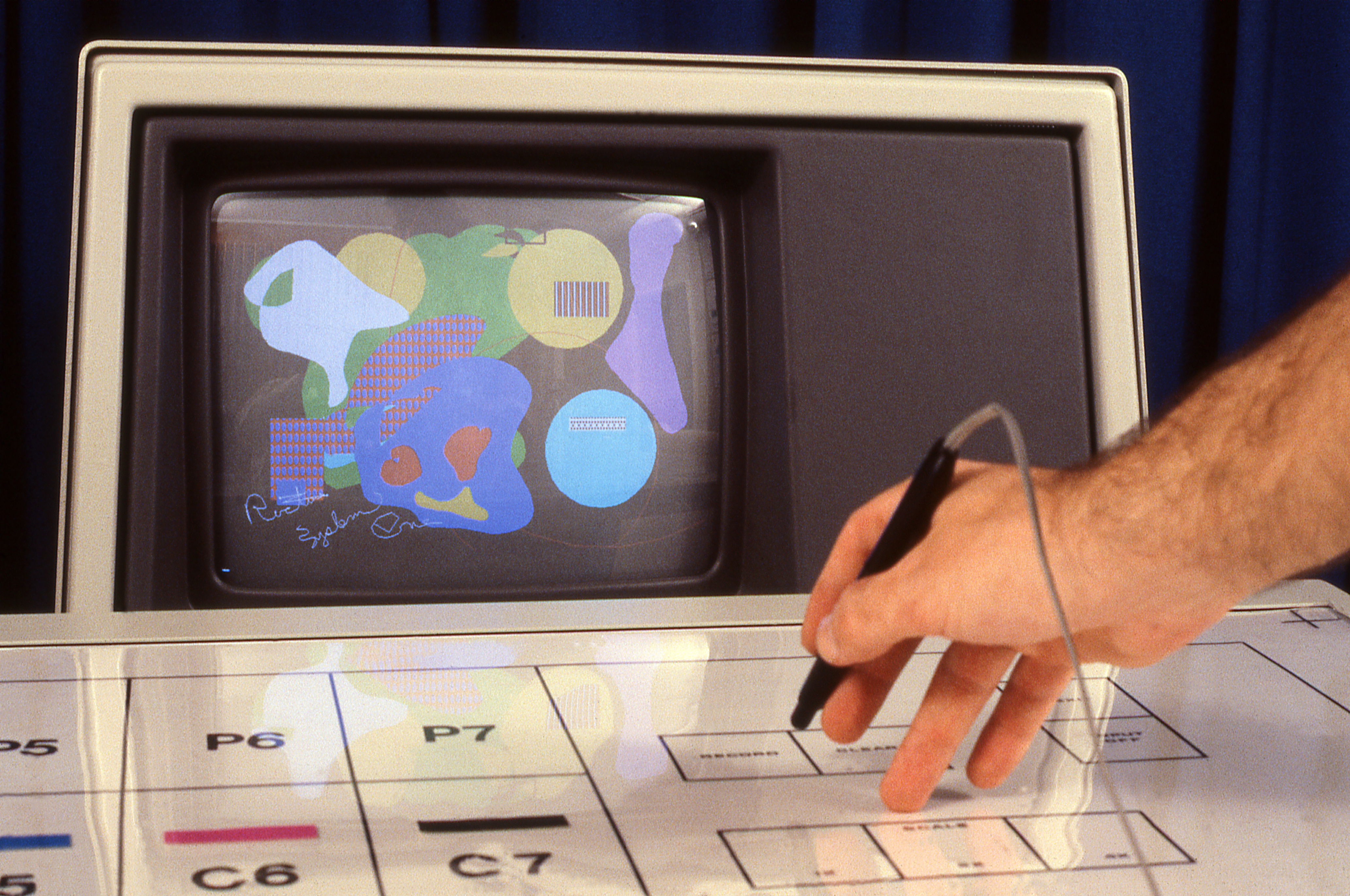
Travail sur une palette vidéo.

Une palette graphique est un assemblage, comportant une tablette graphique, un ordinateur et un système de diffusion vidéo, utilisées principalement dans les années 1970, 1980 et 1990 et permettant de diffuser par vidéo les dessins, ainsi que leur processus créatif, réalisés par des dessinateurs ou peintres. Elle est supplantée à la fin des années 1990 par des processus purement numériques sur des ordinateurs grand public, moins spécialisés et avec beaucoup plus de possibilités.

## Historique
Née dans les années 1970 elle prit son essor dans le marché professionnel dans les années 1990, où elle était utilisée en vidéo pour la retouche d'image, pour le dessin vidéo et la retouche d'image de presse (Paintbox graphique Quantel dans les années 1988-1995), ainsi que pour l'animation (vidéo (Harriette, Harry et Edit-Box).
Les palettes graphiques Quantel tournaient sous Unix et possédaient des tablettes graphiques avec plaque de verre (au milieu des années 1990) dont le confort de travail reste aujourd'hui inégalé. Cela explique le coût de ces tablettes destinées aux professionnels de l'image haut de gamme ; par exemple le stylet de la tablette était facturé à l'époque à environ (3 000 FRF hors-taxe (environ 450 €) ce qui correspond au tarif TTC des tablettes grand public actuelles complètes.
L'ordinateur qui accueillait la palette graphique, dans ce système, coûtait lui-même plusieurs millions de francs français[réf. nécessaire], permettait de travailler en temps réel, ce qui à l'époque était hors de portée des ordinateurs grand public.
Ces machines très pointues étaient composées de disques durs montés en système Raid (Stripping) et « gavées » de mémoire vive. La sauvegarde des images s'effectuait sur le disque dur, mais aussi sur d'énormes bandes (d'un diamètre proche de celui des disques vinyles 33 tours), ou sur support optique dont le coût du lecteur-graveur avoisinait en 1995 les 50 000 FF. Ces appareils nécessitaient un local climatisé, distinct du poste de travail, pour leur mise en œuvre.
La raison de tels coûts était due au fait que la mémoire nécessaire pour pouvoir gérer les images, et les circuits électroniques pour les manipuler étaient fabriqués au cas par cas suivant les effets voulus ; les microprocesseurs courants de l'époque étant incapables de manipuler de telles masses d'informations en temps réel.
À la même époque, les concurrents de Quantel, leader dans le domaine, étaient les sociétés Scytex et Getris Images pour la France.

### Fin de la palette graphique
En 1991 apparaît TVPaint sur Amiga, reprenant les principes de la palette graphique, tout en exploitant les capacités accrues de l'Amiga et des cartes d'extension graphiques, et en réduisant par la même les couts exorbitant des systèmes dédiés. La palette graphique accompagnée d'un ordinateur grand public allait définitivement supplanter la palette graphique.
Depuis 1999, la puissance qu'atteignent les ordinateurs permet à tous l'accès à la tablette graphique, ne nécessitant plus l'utilisation de palette graphique.

## Quelques utilisations
Le groupe musical The Residents a certainement été le premier à utiliser cet outil pour la création d'un clip vidéo[réf. nécessaire].
L'émission de télévision Droit de réponse (1981-1987), animée par Michel Polac, a fait appel à différents caricaturistes (Siné, Plantu, Wiaz, Georges Wolinski ou Cabu) pour illustrer les débats en direct à l'aide d'une palette graphique.
Kiki Picasso crée, en 1993, le studio Art Force Industrie autour d'une Paintbox Quantel financée par Michèle Gavras. Les artistes Placid, Muzo, Lulu Larsen, Jérôme Lefdup et Stéphane Trois Carrés y ont travaillé.
La paintbox pouvant être reliée à un magnétoscope Betacam analogique, plusieurs clips, animations et œuvres expérimentales sont réalisées à cette époque, dont un clip de Boy George, You are my heroin.